# 斯克里奇

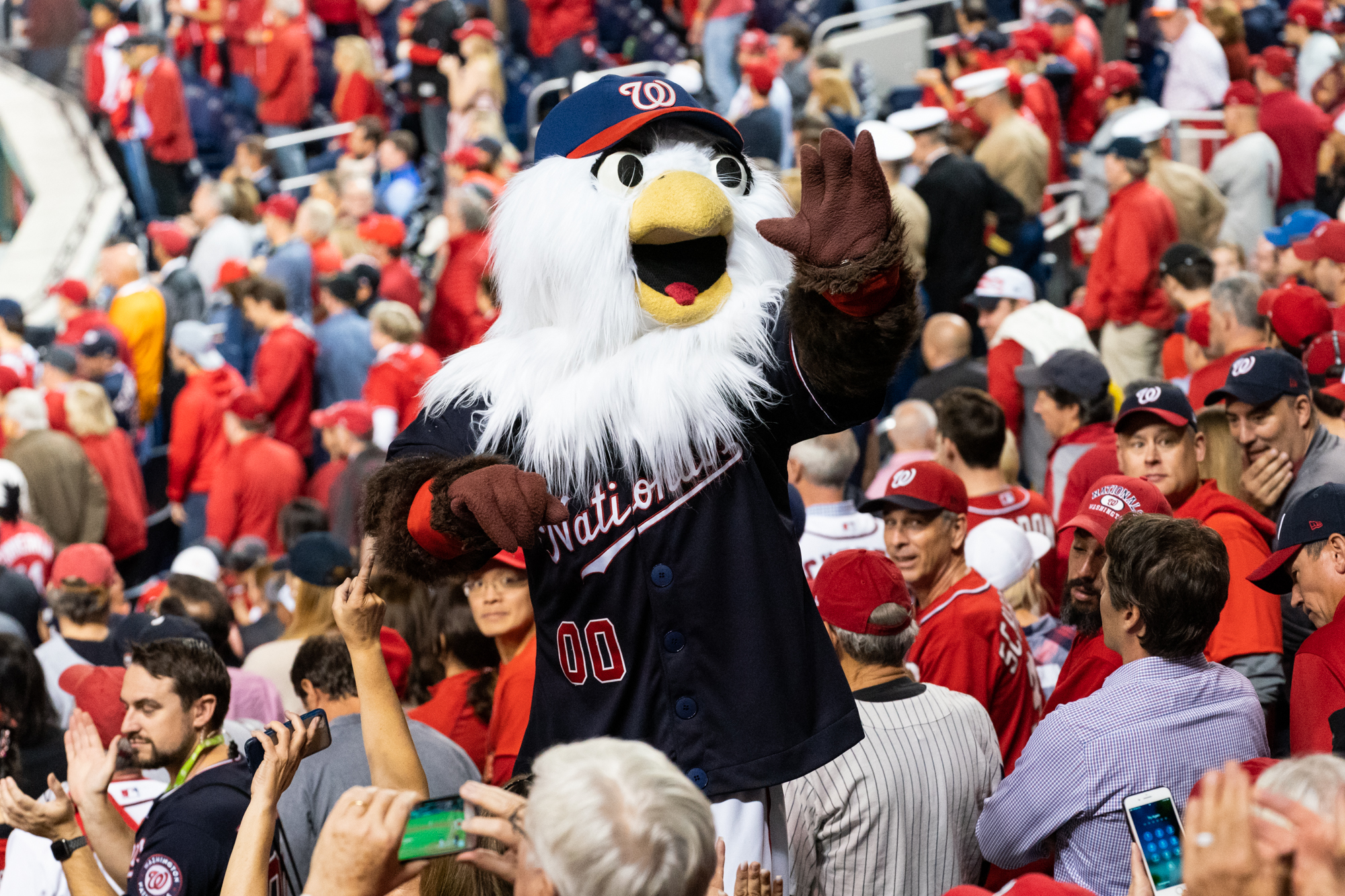
斯克里奇於2019年世界大賽

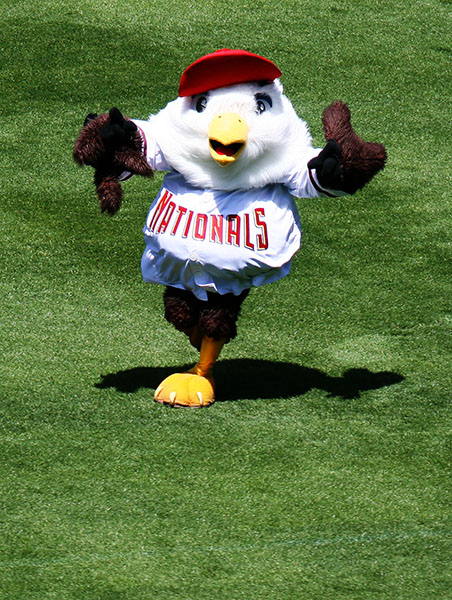
斯克里奇，2005年版本

斯克里奇（英語：Screech）是美國職棒大聯盟華盛頓國民隊吉祥物，他是一隻白頭鷹，頭戴國民隊的主場球衣和球衣，背號為00號。Screech字面解釋是尖叫的意思，他於2005年4月17日在羅伯特·F·甘迺迪紀念體育場的兒童開放日活動中被『孵化』，由華盛頓特區的一位9歲的四年級學生Glenda Gutierrez設計。
2009年，國民隊重新設計了吉祥物造型，新的造型與舊版相比更為苗條。

## 外部連結
- Screech's Main Bio （页面存档备份，存于）
- Washington Nationals' Main Kids Page （页面存档备份，存于）
- Screech The Eagle Twitter Page （页面存档备份，存于）